# لئو برانک
لئو برانک (انگلیسی: Leo Beranek; ۱۵ سپتامبر ۱۹۱۴ – ۱۰ اکتبر ۲۰۱۶) دانشمند اهل ایالات متحده آمریکا بود. او استاد دانشگاه MIT بود.
وی همچنین برندهٔ جوایزی همچون کمک‌هزینه گوگنهایم و نشان ملی علوم شده‌است.